# Erythrodiplax gomesi
Erythrodiplax gomesi is een libellensoort uit de familie van de korenbouten (Libellulidae), onderorde echte libellen (Anisoptera).
De wetenschappelijke naam Erythrodiplax gomesi is voor het eerst geldig gepubliceerd in 1946 door Santos.